# フランソ・ハリーリー・スタジアム
フランソ・ハリーリー・スタジアム（アラビア語: ملعب فرانسو حريري、ペルシア語: ورزشگاه فرانسو حریری、英語: Franso Hariri Stadium, Francouse Al-Hareeri Stadium）は、イラクの都市アルビールにある多目的スタジアムである。

## 概要
2001年まではアルビール・スタジアムという名称だったが、アルビールを首都として自治を展開するクルディスタン地域の与党クルディスタン民主党の幹部であり、クルド民族主義運動の指導者であった故フランソ・ハリーリーに因んでフランソ・ハリーリー・スタジアムと改称された。収容人数は40,000人。主にサッカーの試合に用いられる。イラク・プレミアリーグに所属するアルビールSCがホームスタジアムとして使用する。
また2009年7月以降はサッカーイラク代表のホームスタジアムとしても利用されている。イラク戦争およびその後の時期において、長らくイラク国内でのホームゲーム開催が認められなかったものの、アジアサッカー連盟（AFC）が当スタジアムでのイラクのホームゲーム開催を認めたことにより利用が開始された。なおその後、2011年9月の2014 FIFAワールドカップ・アジア3次予選で試合会場の安全上の問題があったとして、国際サッカー連盟（FIFA）はイラクの国内でのホームゲーム開催を停止する処分を科している。
イラク代表が本来ホームスタジアムとする、イラク国内の国立競技場はバグダードにあるアル・シャアブ・スタジアム(60,000人収容)であるが、イラク戦争後頻発するテロなどの影響下にあり閉鎖に追い込まれている。